# Piotr Świerczewski
Piotr Jarosław Świerczewski (Nowy Sącz, Polònia, 8 d'abril de 1972) és un exfutbolista polonès. Va disputar 70 partits amb la selecció de Polònia.